# Мусієнко Іван Олександрович
Іва́н Олекса́ндрович Мусіє́нко (23 вересня 1915 — 22 серпня 1989) — радянський військовий льотчик-штурмовик, учасник Другої світової війни, генерал-майор авіації. Герой Радянського Союзу (1945).

## Біографія
Народився 23 вересня 1915 року в селі Ямному Богодухівського повіту Харківської губернії (нині — Великописарівський район Сумської області) в родині сільського вчителя. Українець.
По закінченні семирічки у 1932 році переїхав до Харкова, де працював на Новобаварському канатному заводі. У 1935 році закінчив робітфак і вступив до Всеукраїнського текстильного інституту, проте закінчив лише 1 курс.
У серпні 1936 року призваний до лав РСЧА і направлений до Чугуївської військової авіаційної школи пілотів. По закінченні авіашколи у грудні 1939 року лейтенант Мусієнко І. О. направлений до 32-го винищувального авіаційного полку Забайкальського військового округу, де літав на винищувачі І-16.
У травні 1941 року призначений командиром авіаційної ланки новоствореного 38-го швидкісного бомбардувального авіаційного полку, на озброєнні якого перебували бомбардувальники СБ.
Учасник німецько-радянської війни з червня 1941 року. Воював на Західному, Брянському, Калінінському та 1-у Прибалтійському фронтах. Пройшов шлях від командира авіаційної ланки до командира авіаційного полку.
З вересня по листопад 1941 року І. О. Мусієнко був командиром авіаційної ланки 570-го штурмового авіаційного полку резервної авіаційної бригади. Тут він почав вивчати техніку пілотування й бойового застосування нового штурмовика Іл-2.
1 грудня 1941 року лейтенант І. Мусієнко переведений командиром авіаційної ланки 6-го гвардійського штурмового авіаційного полку 264-ї штурмової авіаційної дивізії 3-ї повітряної армії, у складі якого пройшов до Перемоги. Член ВКП(б) з вересня 1942 року. З 1942 року — командир ескадрильї, з жовтня 1943 року — заступник командира полку, з квітня 1944 року — штурман полку, з вересня 1944 року — заступник командира полку, а з жовтня того ж року — командир 6-го гвардійського штурмового авіаційного полку.
Особисто за роки війни здійснив 126 бойових вильотів на штурмовку й розвідку військ і техніки супротивника.
По закінченні війни вродовжив військову службу у ВПС СРСР. У жовтні 1945 року направлений на курси удосконалення командного складу при Вищій військовій академії ВПС, по закінченні яких у 1946 році знову командував 6-м гвардійським штурмовим авіаційним полком у Прибалтійському військовому окрузі. 2 лютого 1946 року присвоєне військове звання «підполковник».
11 серпня 1947 року підполковник І. О. Мусієнко призначений заступником командира 1-ї гвардійської штурмової авіаційної дивізії того ж округу. З 14 травня 1949 року — командир 1-ї гвардійської штурмової авіадивізії з присвоєнням військового звання «полковник».
У грудні 1951 року став слухачем авіаційного факультету Вищої військової академії імені К. Ворошилова, по закінченні якої у листопаді 1953 року призначений командиром 206-ї штурмової авіаційної дивізії Прикарпатського військового округу.
27 серпня 1957 року присвоєне військове звання «генерал-майор авіації». З травня 1958 року обіймав посаду заступника командувача 57-ї повітряної армії з бойової підготовки. У 1961 році генерал-майор авіації І. О. Мусієнко за станом здоров'я вийшов у запас.
Працював у львівській філії інституту «Укрсільгосптехпроект». Мешкав у Львові, де й помер 22 серпня 1989 року. Похований на полі № 86 Личаківського  цвинтаря.

## Нагороди
Указом Президії Верховної Ради СРСР від 18 серпня 1945 року за зразкове виконання бойових завдань командування на фронті боротьби з німецькими загарбниками та виявлені при цьому відвагу і героїзм, гвардії майорові Мусієнку Івану Олександровичу присвоєне звання Героя Радянського Союзу з врученням ордена Леніна та медалі «Золота Зірка» (№ 8650).
Нагороджений двома орденами Леніна, чотирма орденами Червоного Прапора, орденами Олександра Невського, Вітчизняної війни 1-го ступеня, Червоної Зірки, медалями, а також орденом Британської імперії V ступеня.